# Черга (гра)
Черга (пол. Kolejka) —  польська настільна гра, розроблена Каролем Мадаєм та Інститутом національної пам'яті Польщі, запущена 5 лютого 2011. Створена для того аби ознайомити молоде покоління з труднощами в реаліях комуністичного режиму(1945–1989), особливо щодо придбання споживчих товарів в умовах дефіцитної економіки того часу. У комплект гри входять два документальні фільми.
Гру ще називають комуністичною версією Монополії.

## Правила гри
У гру можуть грати два-п’ять гравців, кожен з яких керує п’ятьма фішками, представляючи членів своєї родини. Кожній родині необхідно зробити товари для таких заходів, як дні народження чи свята. Серед цих товарів — м'ясні консерви, чай, кава, туалетний папір, меблі, туфлі Relaks, одеколон Przemysławka, котушкові магнітофони тощо. Всього в грі налічується 60 товарів. Однак завдання отримати товар ускладнюється тим, що полиці магазинів, яких в грі п'ять, порожні. Тож гравці повинні вирішити, у якому магазині стояти чергу.
Потім розкриваються картки доставки товарів. Товари дістаються лише тим, хто виявиться найближче до дверей магазинів. В ході гри може несподівано з'ясуватися, що магазин закрився або що речі на складі закінчилися. У гравців є спеціальні картки, які або допомагають, або ускладнюють покупки. Це так звані «картки черговості». Вперед допомагають пройти, наприклад, картки «Мати з маленькою дитиною», «Вас тут не стояло», «Товари з-під прилавка», картка з підказкою від знайомого партійного чиновника про те, в який саме магазин надійде товар тощо. Ускладнюють гру картки «Зачинено на облік», «Помилка при доставці», а також чорні фігурки спекулянтів, що теж стоять в черзі. Крім цього, в грі є «чорний ринок», де ціни вдвічі вищі, ніж в магазинах.
Перший хто зібрав необхідний набір товарних карток перемагає.

## Реакція
Гра отримала хороші відгуки, як за геймплей, так і за навчальну цінність. Вона використовується в проектах громадських організацій на уроках історії.
До червня 2014 року загальний тираж гри становив майже 100 000 примірників. Влітку 2014 року IPN продала ліцензію гри приватній компанії, посилаючись на свою нездатність ефективно керувати виробництвом гри, попит на яку регулярно перевищував виробничий бюджет, що призводило, як це не іронічно, до дефіциту гри.
В 2021 році, надихаючись успіхом польської гри, українська студія настільних ігор TeamFireGames випустила гру Комунізм. Гра саркастично висвітлює дефіцит товарів в СРСР та репресивну систему, що становить основну небезпеку для гравця

## Скандали
У 2016 році розробники заявили що гру погрожують заборонити у Росії, через її антирадянську спрямованість. Пізніше з'ясувалось, що це була ініціатива дистрибуторської компанії, а не Роспотребнадзору.

## Нагороди
«Гра року» у Польщі в 2012 році.